# Bussigny-sur-Oron
Bussigny-sur-Oron es una localidad y antigua comuna suiza del cantón de Vaud, situada en el distrito de Lavaux-Oron. Desde el 1 de enero de 2012 hace parte de la comuna de Oron.

## Historia
La primera mención escrita de Bussigny-sur-Oron data de 1433 bajo el nombre de Bussignye . La comuna formó parte hasta el 31 de diciembre de 2007 del distrito de Oron, círculo de Oron. La comuna mantuvo su autonomía hasta el 31 de diciembre de 2011. El 1 de enero de 2012 pasó a ser una localidad de la comuna de Montanaire, tras la fusión de las antiguas comunas de Bussigny-sur-Oron, Châtillens, Chesalles-sur-Oron, Ecoteaux, Les Tavernes, Les Thioleyres, Oron-la-Ville, Oron-le-Châtel, Palézieux y Vuibroye.

## Geografía
La antigua comuna limitaba al oeste y norte con la comuna de Chesalles-sur-Oron, al noreste con Saint-Martin (FR), al sureste con Maracon, y al suroeste con Ecoteaux.